# Burkhard Müller (Literaturkritiker)

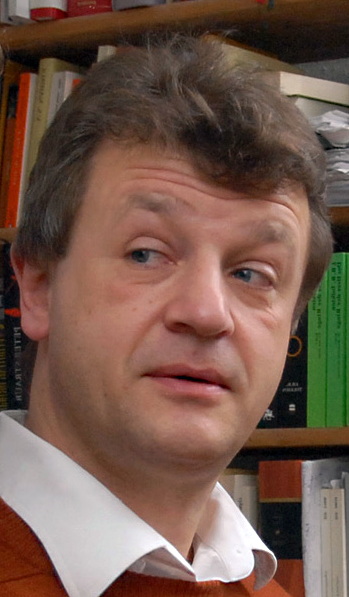
Burkhard Müller

Burkhard Müller (* 10. Dezember 1959 in Schweinfurt) ist ein Dozent für Latein an der Technischen Universität Chemnitz, freier Literaturkritiker und Autor.
Müller ist Journalist und teilzeitberuflich Lateindozent an der Universität Chemnitz. Als Buchautor publiziert er zu einem breiten Themenspektrum, beispielsweise von der Evolutionstheorie (Kritische Auseinandersetzung mit Darwin) über antireligiöse Grundsatzkritik bis hin zur Literaturkritik. Müller schreibt zudem regelmäßig Literaturkritiken in der Süddeutschen Zeitung. Auch in der Kulturzeitschrift Merkur finden sich Beiträge Müllers. In Chemnitz veranstaltet er gemeinsam mit Eske Bockelmann Lesungen im Weltecho, einem Kulturzentrum in der Stadtmitte. Im Jahr 2008 wurde ihm der Alfred-Kerr-Preis verliehen, 2012 die Übersetzerbarke durch den Verband deutschsprachiger Übersetzer literarischer und wissenschaftlicher Werke, VdÜ, für besondere Verdienste um Literaturübersetzungen. Müller ist Mitglied des PEN-Zentrums Deutschland. 
Im Zusammenhang mit einer kritischen Rezension eines Buches von Jochen Hörisch (Müller hatte Hörisch in seiner Rezension mitgeteilt, Hörisch brauche dringend einen „ernsten Freund“, worauf Hörisch konterte, Müller brauche möglicherweise „eine Freundin oder einen Psychotherapeuten“) kam es im Perlentaucher zu einer schriftlichen Auseinandersetzung zwischen Müller und Hörisch.

## Publikationen
- Karl Kraus. Mimesis und Kritik des Mediums. Dissertation. Metzler & Poeschel, Stuttgart 1995.
- Verschollene Länder. Eine Weltgeschichte in Briefmarken. Zu Klampen, Lüneburg 1998.
- Stephen King. Das Wunder, das Böse und der Tod. Klett-Cotta, Stuttgart 1998, ISBN 978-3-608-91888-5.
- Das Glück der Tiere. Einspruch gegen die Evolutionstheorie. Fest, Berlin 2000. Aktualisierte Neuauflage Pomaska-Brand, Schalksmühle 2009.
- Schlußstrich. Kritik des Christentums. 2. Auflage. Zu Klampen, Springe 2004, ISBN 978-3-934920-41-5.
- Der König hat geweint. Schiller und das Drama der Weltgeschichte. Zu Klampen, Springe 2005, ISBN 978-3-934920-58-3.
- Die Tränen des Xerxes. Von der Geschichte der Lebendigen und der Toten. Zu Klampen, Springe 2006, ISBN 978-3-934920-91-0.
- Lufthunde. Portraits der deutschen literarischen Moderne. Zu Klampen, Springe 2008, ISBN 978-3-86674-027-3.
- B – eine deutsche Reise. Rowohlt, Berlin 2010, ISBN  978-3871346637.
- Fälschungen, Verwandlungen. Vom schönen Schein der Bilder, Häuser und Menschen. Zu Klampen, Springe 2016, ISBN 978-3-86674-521-6.
- Deutsche Grenzen. Reisen durch die Mitte Europas. (mit Thomas Steinfeld) Die andere Bibliothek, Berlin 2018, ISBN 978-3-8477-0398-3.
- Apollo und Daphne. Geschichte einer Verwandlung, Zu Klampen, Springe 2020, ISBN 978-3866746114.
- Die Elbe. Porträt eines Flusses. Rowohlt Berlin, Berlin 2024, ISBN 978-3-7371-0195-0.

## Belege
1. ↑  Das Tier benimmt sich unmöglich. In: FAZ.net. 14. November 2000, abgerufen am 16. Dezember 2014.
2. ↑  www.literaturkritik.de
3. ↑  ,  – Essays bei Perlentaucher

| Personendaten    | Personendaten                         |
| ---------------- | ------------------------------------- |
| NAME             | Müller, Burkhard                      |
| KURZBESCHREIBUNG | deutscher Autor und Literaturkritiker |
| GEBURTSDATUM     | 10. Dezember 1959                     |
| GEBURTSORT       | Schweinfurt                           |